# Ralph Linton
Ralph Linton (* 27. Februar 1893 in Philadelphia, Pennsylvania; † 24. Dezember 1953 in New Haven, Connecticut) war ein US-amerikanischer Kulturanthropologe.

## Leben
Ralph Linton stammte aus einer Familie von Quäkern. Er studierte am Swarthmore College. Zwischen 1912 und 1919 nahm er an mehreren archäologischen Ausgrabungen in den USA und Guatemala teil. 1920 brach er zu einer zweijährigen Forschungsreise auf die Marquesas-Inseln auf, ab diesem Zeitpunkt begann er sich für die Ethnologie zu interessieren.
1922 wurde er „Assistent Curator“ für Ethnologie am Field Museum of Natural History in Chicago. Im Auftrag dieser Institution reiste er 1925 für Forschungen zu den Betsileo und Tanala in Madagaskar. 1928 nahm er eine Lehrtätigkeit an der University of Wisconsin–Madison und danach ab 1937 an der Columbia University an. 1946 folgte er einer Berufung an die Yale University.
Linton gilt als „einer der Väter der amerikanischen Soziologie“. Besonders trat Linton durch seine Werke The Study of Man (1936) und The Tree of Culture (1955) hervor, worin er mit großer Fortwirkung die analytische Trennung zwischen Sozialem Status und Sozialer Rolle erarbeitete. Status definiert Linton als die Position innerhalb eines bestimmten kulturellen Musters („a position in a particular pattern“ (Linton 1936: 113)), die mit einer Ansammlung von Rechten, Pflichten und Erwartungen verbunden ist. Rolle hingegen ist die Art und Weise, wie die Position individuell ausgefüllt wird. (ebd.: 114).
1945 wurde er in die National Academy of Sciences, 1950 in die American Academy of Arts and Sciences gewählt.

## Schriften (Auswahl)
- The Tanala: A Hill Tribe of Madagascar. Chicago 1933. Digitalisat
- The Study of Man. Appleton-Century-Crofts, New York 1936. Digitalisat
- The Cultural Background of Personality. D. Appleton-Century, New York 1945.
- The Tree of Culture. Vintage Books, London 1955.
- Mensch, Kultur, Gesellschaft. Hippokrates-Verlag, Stuttgart 1979, ISBN 3-7773-0469-7.